# Whitsett
Whitsett – miasto w Stanach Zjednoczonych, w stanie Karolina Północna, w hrabstwie Guilford.